# Zebramierklauwier
De zebramierklauwier (Cymbilaimus lineatus) is een zangvogel uit de familie Thamnophilidae (miervogels).

## Verspreiding en leefgebied
Deze soort komt voor van Honduras tot het Amazonegebied en telt drie ondersoorten:
- C. l. fasciatus: van zuidoostelijk Honduras tot noordwestelijk Ecuador.
- C. l. intermedius: het westelijk Amazonebekken.
- C. l. lineatus: zuidoostelijk Venezuela, de Guyana's en noordoostelijk Brazilië.

## Status
De grootte van de populatie is in 2019 geschat op 0,5-5 miljoen volwassen vogels. Op de Rode lijst van de IUCN heeft deze soort de status niet bedreigd.